# Мовраж
Мовраж (словен. Movraž) — поселення в общині Копер, Регіон Обално-крашка, Словенія. Висота над рівнем моря: 213,8 м.